# Saint-Paul-aux-Bois
Pour les articles homonymes, voir Saint-Paul.
Saint-Paul-aux-Bois est une commune française située dans le département de l'Aisne, en région Hauts-de-France. Elle se situe près de Chauny.

### Communes limitrophes

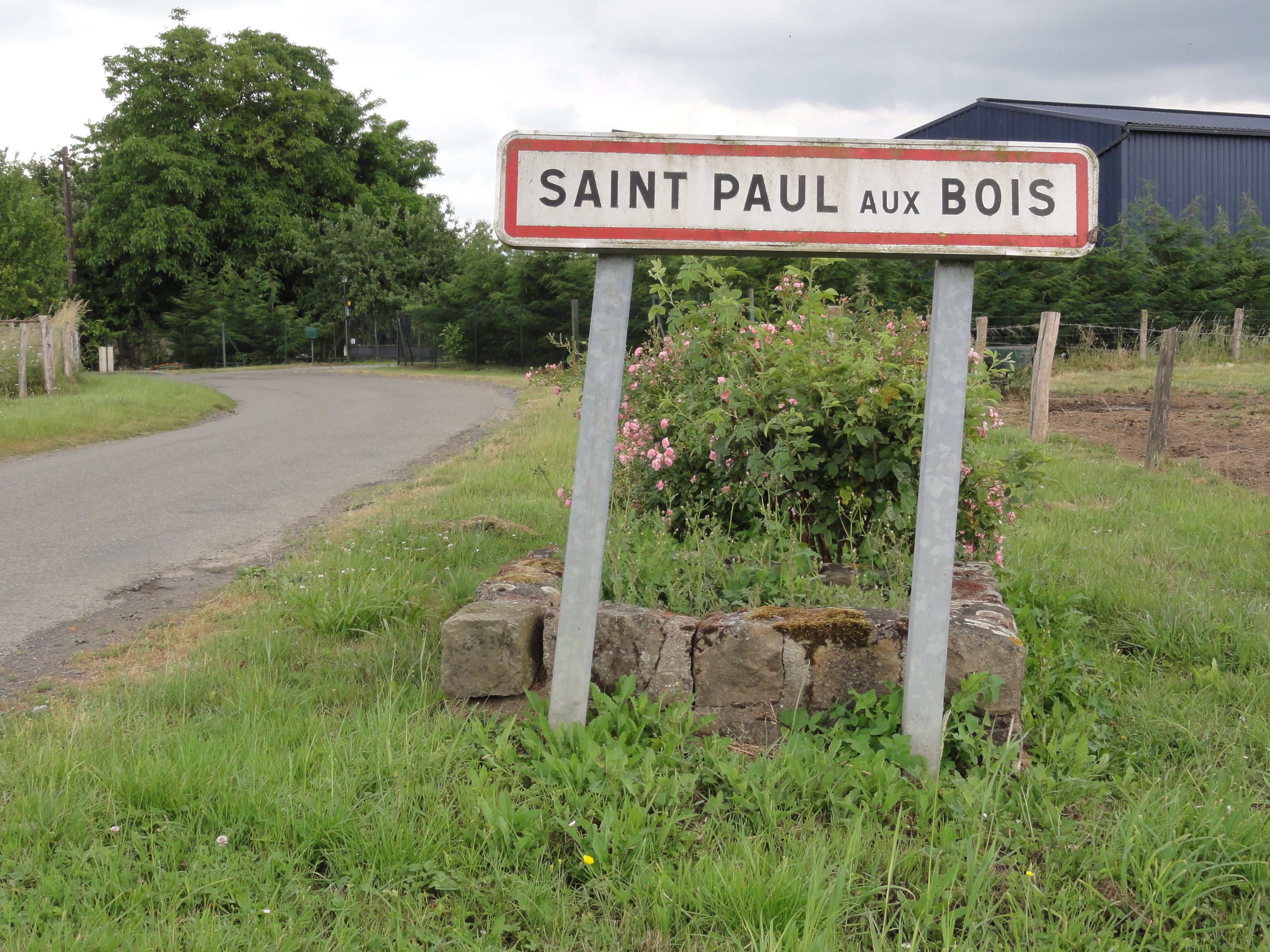
Entrée de Saint-Paul-aux-Bois.

## Géographie

### Hydrographie
La commune est située dans le bassin Seine-Normandie. Elle est drainée par le canal de l'Oise à l'Aisne, l'Ailette, le ru du Bartel, le canal 01 de la commune de Saint-Paul-aux-Bois, le cours d'eau 01 de la commune Saint-Paul-aux-Bois, le fossé 04 de la commune de Saint-Paul-aux-Bois, le fossé 05 de la commune de Saint-Paul-aux-Bois, le fossé du Maupas, le ru du Moulin, divers bras du Bartel et divers bras du le ru du Moulin,,.
Le canal de l'Oise à l'Aisne est un canal à bief de partage au gabarit Freycinet reliant les vallées de l'Oise et de l'Aisne. Il relie les communes d'Abbécourt et de Bourg-et-Comin en passant sous le tristement célèbre « Chemin des Dames ».
L'Ailette, d'une longueur de 59 km, prend sa source dans la commune de Sainte-Croix et se jette  dans l'Oise (rive gauche) à Quierzy, après avoir traversé 36 communes.

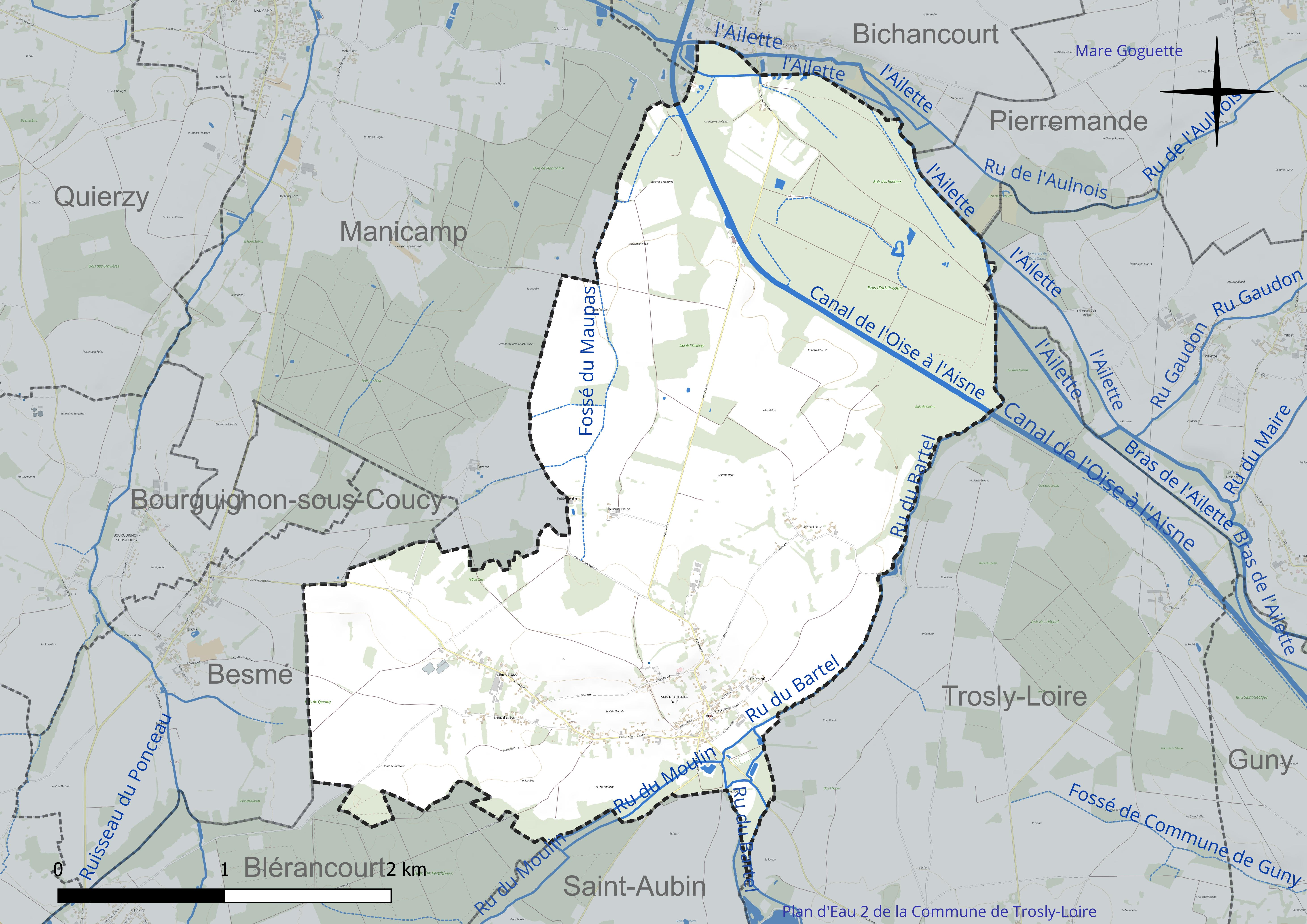
Réseau hydrographique de Saint-Paul-aux-Bois.

### Climat
Pour des articles plus généraux, voir Climat des Hauts-de-France et Climat de l'Aisne.
En 2010, le climat de la commune est de type climat océanique dégradé des plaines du Centre et du Nord, selon une étude du CNRS s'appuyant sur une série de données couvrant la période 1971-2000. En 2020, Météo-France publie une typologie des climats de la France métropolitaine dans laquelle la commune est dans une zone de transition entre le climat océanique et le climat océanique altéré et est dans la région climatique Nord-est du bassin Parisien, caractérisée par un ensoleillement médiocre, une pluviométrie moyenne régulièrement répartie au cours de l'année et un hiver froid (3 °C).
Pour la période 1971-2000, la température annuelle moyenne est de 10,6 °C, avec une amplitude thermique annuelle de 15,2 °C. Le cumul annuel moyen de précipitations est de 699 mm, avec 11,5 jours de précipitations en janvier et 8,6 jours en juillet. Pour la période 1991-2020, la température moyenne annuelle observée sur la station météorologique la plus proche, située sur la commune de Chauny à 9 km à vol d'oiseau, est de 11,1 °C et le cumul annuel moyen de précipitations est de 709,9 mm,. Pour l'avenir, les paramètres climatiques de la commune estimés pour 2050 selon différents scénarios d'émission de gaz à effet de serre sont consultables sur un site dédié publié par Météo-France en novembre 2022.

## Urbanisme

### Typologie
Au 1er janvier 2024, Saint-Paul-aux-Bois est catégorisée commune rurale à habitat dispersé, selon la nouvelle grille communale de densité à 7 niveaux définie par l'Insee en 2022.
Elle est située hors unité urbaine. Par ailleurs la commune fait partie de l'aire d'attraction de Chauny, dont elle est une commune de la couronne,. Cette aire, qui regroupe 23 communes, est catégorisée dans les aires de moins de 50 000 habitants,.

### Occupation des sols
L'occupation des sols de la commune, telle qu'elle ressort de la base de données européenne d'occupation biophysique des sols Corine Land Cover (CLC), est marquée par l'importance des territoires agricoles (68,3 % en 2018), en diminution par rapport à 1990 (69,4 %). La répartition détaillée en 2018 est la suivante : 
terres arables (50,2 %), forêts (25,9 %), prairies (12,4 %), zones urbanisées (5,8 %), zones agricoles hétérogènes (5,8 %).
L'évolution de l'occupation des sols de la commune et de ses infrastructures peut être observée sur les différentes représentations cartographiques du territoire : la carte de Cassini (XVIIIe siècle), la carte d'état-major (1820-1866) et les cartes ou photos aériennes de l'IGN pour la période actuelle (1950 à aujourd'hui).

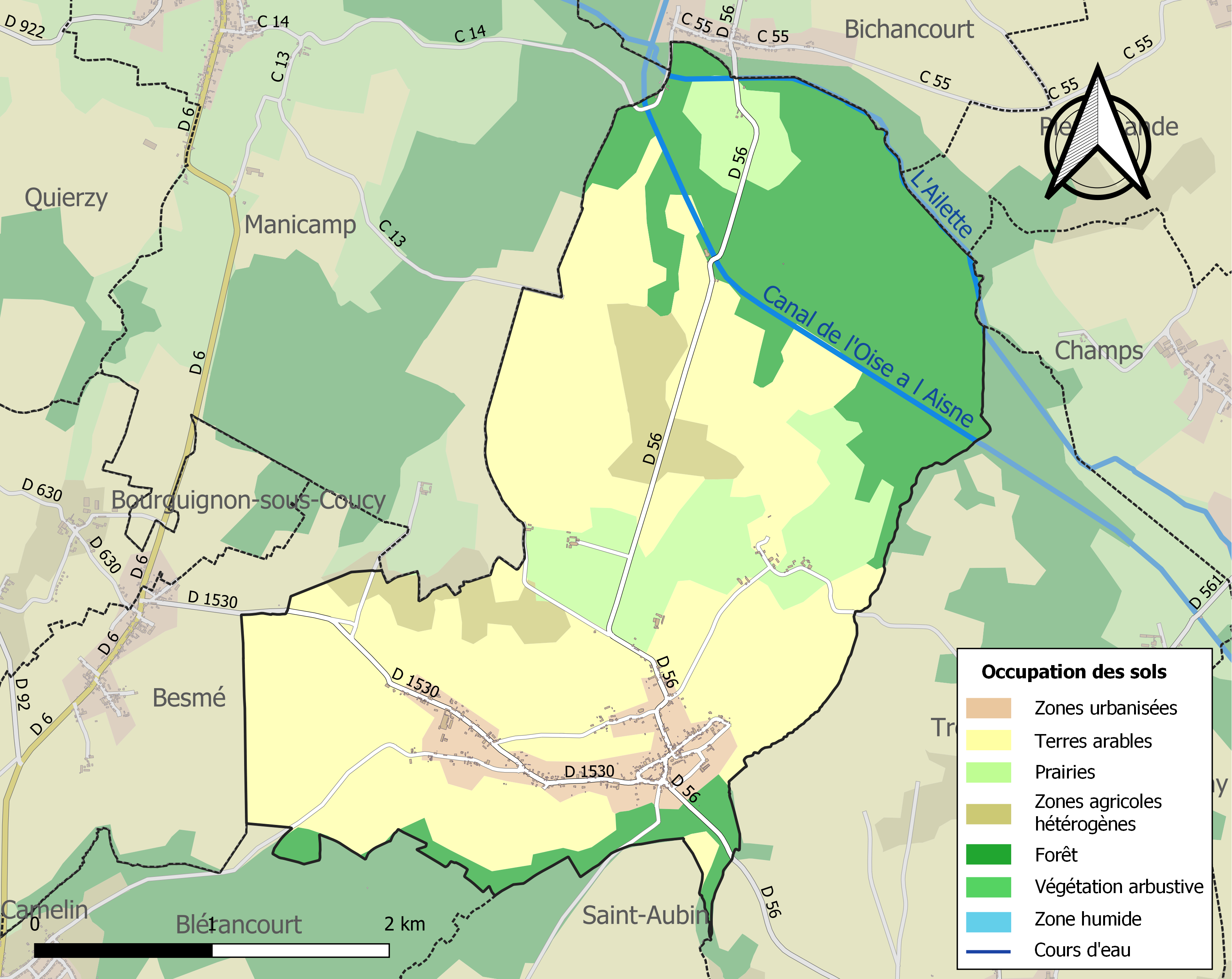
Carte de l'occupation des sols de la commune en 2018 (CLC).

## Toponymie
Le nom de la localité est attesté sous les formes Sanctus-Paulus-in-Nemore (1115) ; Saint-Pol (1336) ; Saint-Pol-au-Bos (1419) ; Saint-Pol-ou-Bois (1455) ; Saint-Pol-au-Bois (1510) ; Sainct-Paul-au-Bois (1527) ; Saint-Pol-au-Boys (1546) ; Sainct-Paul-au-Bois (1618).

Durant la Révolution, la commune porte le nom de Vignette-aux-Bois en 1793.
Saint-Paul est un hagiotoponyme et doit le complément de son nom aux bois dont le territoire était jadis couvert.

## Histoire

### Traces des tisserands et des fileuses
Au XIXe siècle, le métier de tisserand et celui de fileuse occupaient encore une bonne partie des habitants de Saint-Paul-aux-Bois. Au début du XIXe siècle, on comptait encore presque autant de tisserands que de cultivateurs et de manouvriers, ces trois professions ensemble occupant la presque totalité des habitants. Vers 1850, des tisserands deviennent transitoirement chanvriers avant la disparition du travail du chanvre. Quant aux fileuses, elles persistèrent jusqu'au milieu du XIXe siècle, occupant jusqu'à 80 % des habitantes.

### Seconde Guerre mondiale
- En 1940, la commune est un haut lieu de la bataille de l'Ailette.

Saint-Paul-aux-Bois est défendue en mai-juin 1940 par le 18e régiment de tirailleurs algériens, qui constituait avec le 17e RTA et le 9e zouaves, l'infanterie de la 87e division d'infanterie d'Afrique.

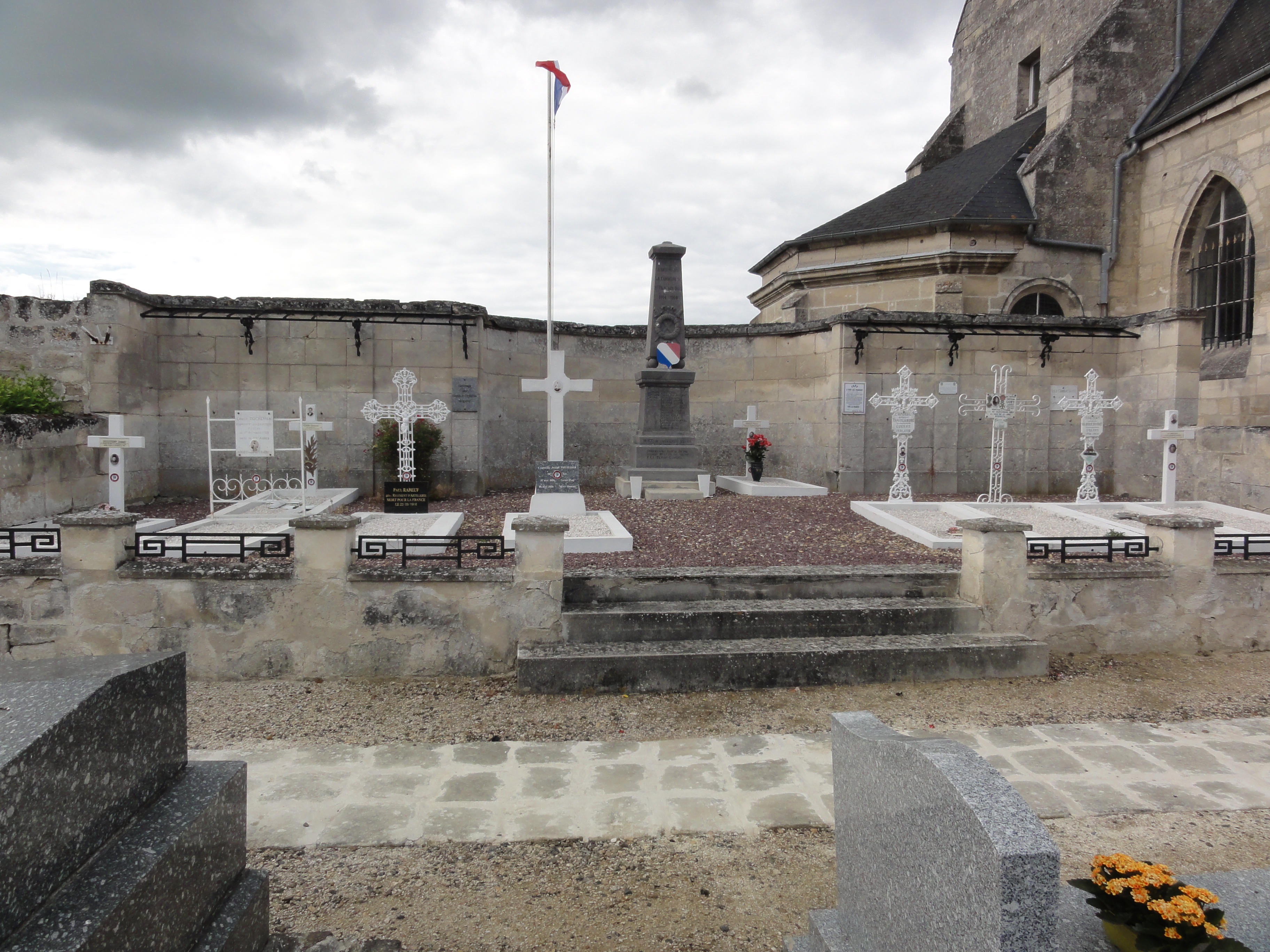
Carré militaire au cimetière.

.

## Politique et administration

### Découpage territorial
La commune de Saint-Paul-aux-Bois est membre de la communauté de communes Picardie des Châteaux, un établissement public de coopération intercommunale (EPCI) à fiscalité propre créé le 1er janvier 2017 dont le siège est à Pinon. Ce dernier est par ailleurs membre d'autres groupements intercommunaux.
Sur le plan administratif, elle est rattachée à l'arrondissement de Laon, au département de l'Aisne et à la région Hauts-de-France. Sur le plan électoral, elle dépend du  canton de Vic-sur-Aisne pour l'élection des conseillers départementaux, depuis le redécoupage cantonal de 2014 entré en vigueur en 2015, et de la quatrième circonscription de l'Aisne  pour les élections législatives, depuis le dernier découpage électoral de 2010.

### Administration municipale
| Période                                  | Période                   | Identité            | Étiquette | Qualité                                                   |
| ---------------------------------------- | ------------------------- | ------------------- | --------- | --------------------------------------------------------- |
| Les données manquantes sont à compléter. |                           |                     |           |                                                           |
| avant 1877                               | après 1879                | Leroy               |           |                                                           |
| 1980                                     | 1983                      | Gerard Labruyere    |           |                                                           |
| 1983                                     | 1989                      | Serge Bonnamy       |           |                                                           |
| 1989                                     | mai 2020                  | Jean-Marie Leclercq | DVG       | Retraité de l'enseignement Réélu pour le mandat 2014-2020 |
| mai 2020                                 | En cours (au 23 mai 2020) | Marie-France Lardé  |           |                                                           |

## Démographie
L'évolution du nombre d'habitants est connue à travers les recensements de la population effectués dans la commune depuis 1793. Pour les communes de moins de 10 000 habitants, une enquête de recensement portant sur toute la population est réalisée tous les cinq ans, les populations de référence des années intermédiaires étant quant à elles estimées par interpolation ou extrapolation. Pour la commune, le premier recensement exhaustif entrant dans le cadre du nouveau dispositif a été réalisé en 2004.

En 2022, la commune comptait 360 habitants, en évolution de −9,09 % par rapport à 2016 (Aisne : −1,97 %, France hors Mayotte : +2,11 %).
| 1793 | 1800 | 1806 | 1821 | 1831 | 1836 | 1841 | 1846 | 1851 |
| ---- | ---- | ---- | ---- | ---- | ---- | ---- | ---- | ---- |
| 499  | 552  | 564  | 630  | 743  | 809  | 836  | 850  | 850  |

| 1856 | 1861 | 1866 | 1872 | 1876 | 1881 | 1886 | 1891 | 1896 |
| ---- | ---- | ---- | ---- | ---- | ---- | ---- | ---- | ---- |
| 810  | 803  | 828  | 802  | 739  | 695  | 661  | 643  | 635  |

| 1901 | 1906 | 1911 | 1921 | 1926 | 1931 | 1936 | 1946 | 1954 |
| ---- | ---- | ---- | ---- | ---- | ---- | ---- | ---- | ---- |
| 597  | 530  | 525  | 359  | 442  | 415  | 374  | 328  | 360  |

| 1962 | 1968 | 1975 | 1982 | 1990 | 1999 | 2004 | 2006 | 2009 |
| ---- | ---- | ---- | ---- | ---- | ---- | ---- | ---- | ---- |
| 369  | 347  | 323  | 323  | 385  | 364  | 385  | 390  | 396  |

| 2014 | 2019 | 2022 | - | - | - | - | - | - |
| ---- | ---- | ---- | - | - | - | - | - | - |
| 394  | 373  | 360  | - | - | - | - | - | - |

## Lieux et monuments

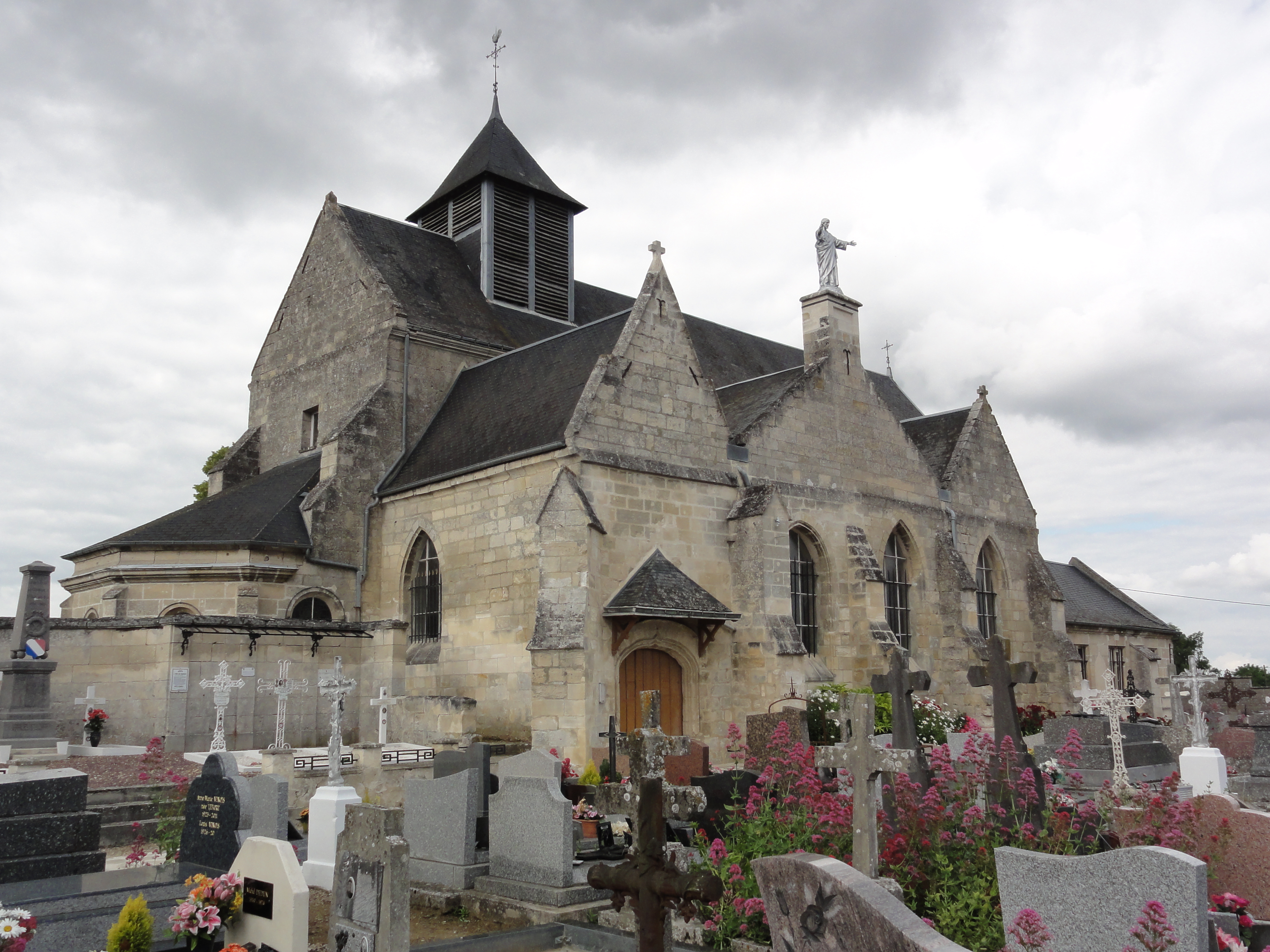
Église Saint-Laurent.
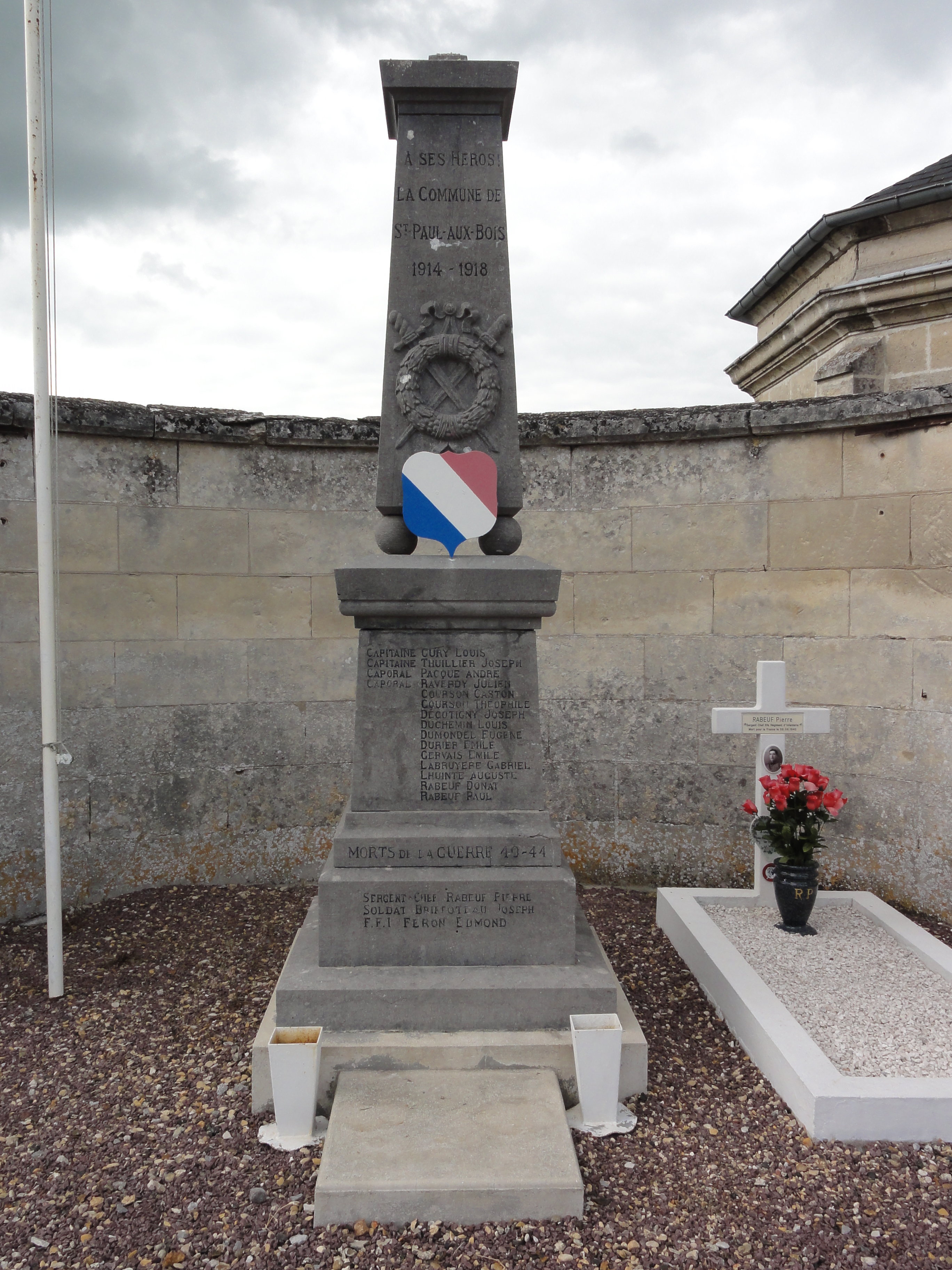
Le monument aux morts au carré militaire du cimetière.
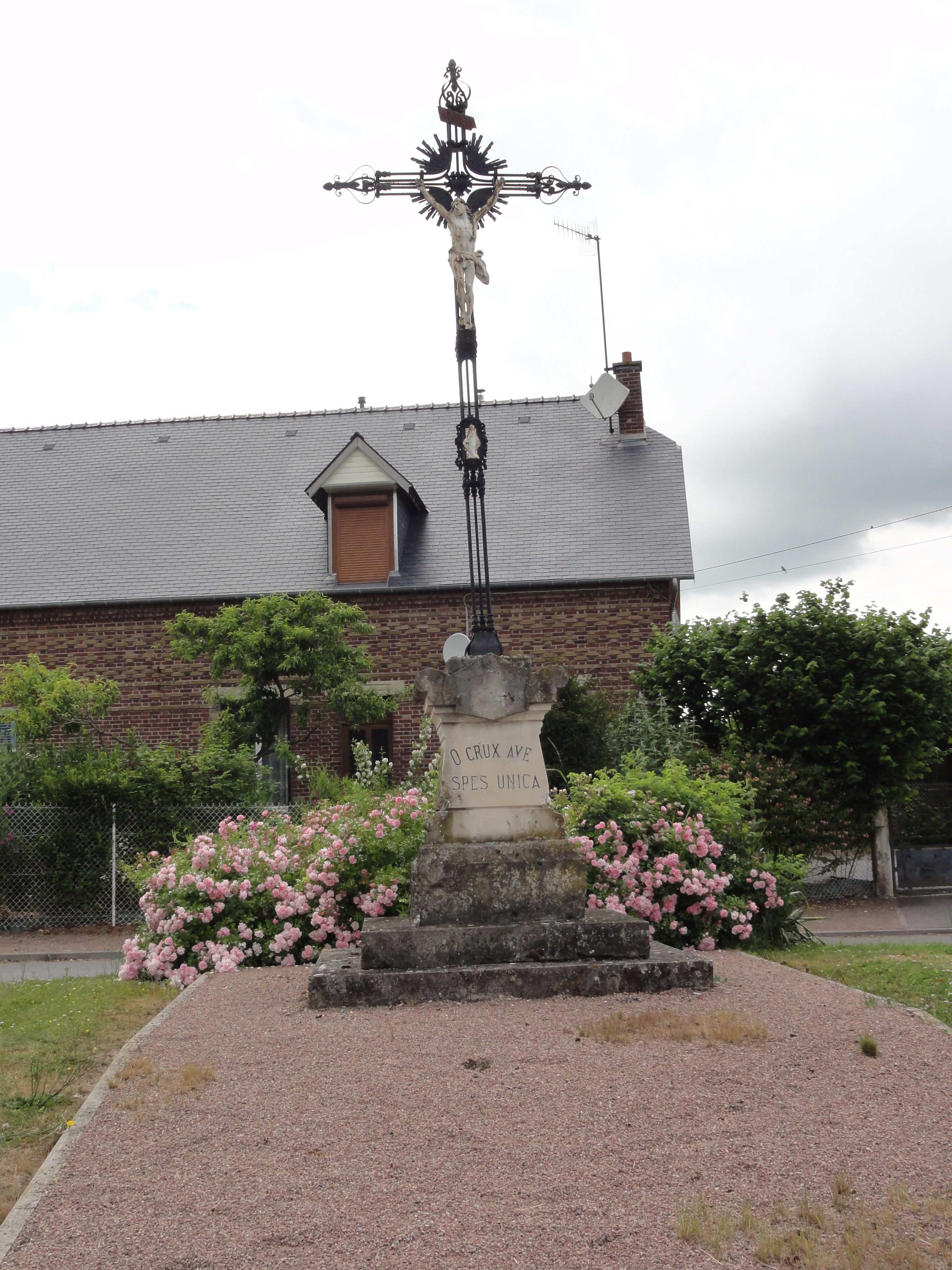
Des croix de chemin.
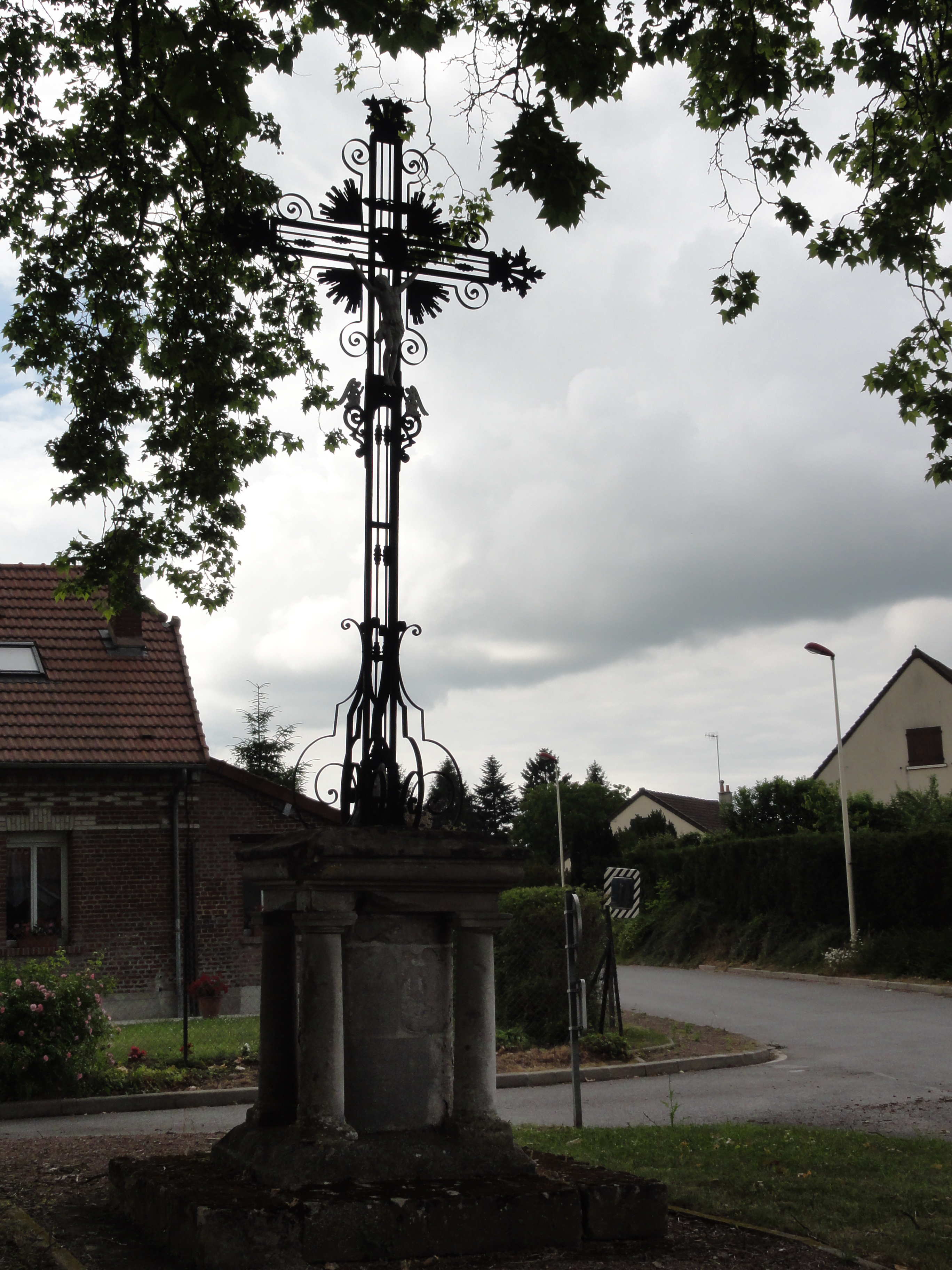
Croix de chemin au Rue de Noyon.

- Église Saint-Laurent.
- Monument aux morts.
- Croix de chemin au bourg.
- Croix de chemin au Rue de Noyon.